# Viliam Matějka
Viliam Matějka (* 30. června 1961, Vítkov) je český římskokatolický kněz, čestný kanovník kapituly sv. Štěpána v Litoměřicích.

## Životopis
Narodil se ve Vítkově na Opavsku, ale dětství a období dospívání prožil v Duchcově v severních Čechách.
Maturoval na gymnáziu v Duchcově. Již na počátku 80. let 20. století se jako čerstvý maturant hlásil na Cyrilometodějskou bohosloveckou fakultu v Litoměřicích. Nebyl však přijat. Proto pracoval rok jako průvodce a inventarista na Státním zámku v Duchcově a v klášteře v Oseku. Po roce byl na teologická studia přijat.
Teologii absolvoval v roce 1986. Po kněžském svěcení byl farním vikářem v České Lípě a od roku 1987 administrátorem excurrendo farního obvodu Zákupy. V roce 1993 byl jmenován administrátorem farního obvodu českolipského a volfartického. V roce 1999 byl ve farnosti České Lípě ustanoven jako farář s titulem děkana.
26. prosince 2010 byl litoměřickým biskupem Janem Baxantem jmenován a 12. února 2011 instalován čestným kanovníkem Katedrální kapituly u sv. Štěpána v Litoměřicích. K 1. červnu 2014 byl jmenován členem kněžské rady litoměřické diecéze. Mandát člena kněžské rady mu vypršel v červnu roku 2019.